# Paris (Missouri)
Pour les articles homonymes, voir Paris (homonymie).
Paris est une ville du comté de Monroe dans le Missouri aux États-Unis, dont elle est le siège. 

## Population
Elle comptait 1 161 habitants lors du recensement de 2020.

## Histoire
La ville est fondée en 1831. Elle est baptisée Paris en référence à Paris (Kentucky), dont certains colons sont originaires.